# Katelyn Nacon
Katelyn Nacon (Atlanta, 11 giugno 1999) è un'attrice statunitense.
È conosciuta principalmente per il ruolo di Enid nella serie televisiva The Walking Dead.

## Biografia
Nata ad Atlanta da Mark e Natalie Nacon, ha esordito in televisione nella serie televisiva Resurrection per poi passare alla serie cult dell'AMC The Walking Dead, dove interpreta il personaggio di Enid, ruolo che ricopre dalla quinta stagione in poi. È occasionalmente anche una cantante, nel 2015 è stato rilasciato il suo primo album. Ha ricevuto due nomination agli Young Artist Awards come miglior personaggio ricorrente nelle edizioni 2016 e 2017 per il suo ruolo nella serie The Walking Dead.

## Filmografia

### Cinema
- Second Chances, regia di Rondell Sheridan (2013)
- Psychology of Secrets, regia di Debbie Harmon (2013)
- The Gift, regia di Tommy Collins (2014)
- Another Assembly, regia di Rondell Sheridan (2014)

### Televisione
- Resurrection – serie TV, episodio 1x04 (2014)
- The Walking Dead – serie TV, 34 episodi (2015-2019)
- T@gged – serie TV, 23 episodi (2016-2017)
- Light as a Feather – serie TV, 12 episodi (2019)